# Derlis Soto
Derlis Francisco Soto (n. Caaguazú, Paraguay, 4 de marzo de 1973) es un exfutbolista y entrenador paraguayo. Jugaba de delantero y su último club profesional fue Crucero del Norte del Torneo Argentino A en Argentina. Formó parte del seleccionado paraguayo, con el cual jugó la Copa América de Bolivia 1997 y las eliminatorias para el mundial de Francia 1998. Además, pasó también por clubes de su país, Argentina, Chile y España.

## Clubes

### Como jugador
| Club                   | País      | Año         |
| ---------------------- | --------- | ----------- |
| Guaraní                | Paraguay  | 1993 - 1994 |
| Elche                  | España    | 1994 - 1996 |
| Guaraní                | Paraguay  | 1996 - 1998 |
| Huracán                | Argentina | 1998 - 2002 |
| Libertad               | Paraguay  | 2002 - 2005 |
| Guaraní                | Paraguay  | 2006        |
| 12 de Octubre          | Paraguay  | 2007        |
| Coquimbo Unido         | Chile     | 2007        |
| 9 de Julio de Morteros | Argentina | 2008        |
| 12 de Octubre          | Paraguay  | 2008        |
| Crucero del Norte      | Argentina | 2009 - 2010 |
| Deportivo Caaguazú     | Paraguay  | 2010        |
| Crucero del Norte      | Argentina | 2011 - 2014 |

### Como entrenador
| Club               | País     | Año  |
| ------------------ | -------- | ---- |
| Deportivo Caaguazú | Paraguay | 2016 |